# Zagon, Postojna
Zagon este o localitate din comuna Postojna, Slovenia, cu o populație de 177 de locuitori.